# Air Malta
Air Malta là hãng hàng không quốc gia của Malta. Trụ sở đóng tại Luqa. Hãng hoạt động tại 36 tuyến điểm ở các nước châu Âu và Bắc Phi.
Căn cứ hoạt động của hãng này ở Sân bay quốc tế Malta

## Đội tàu bay

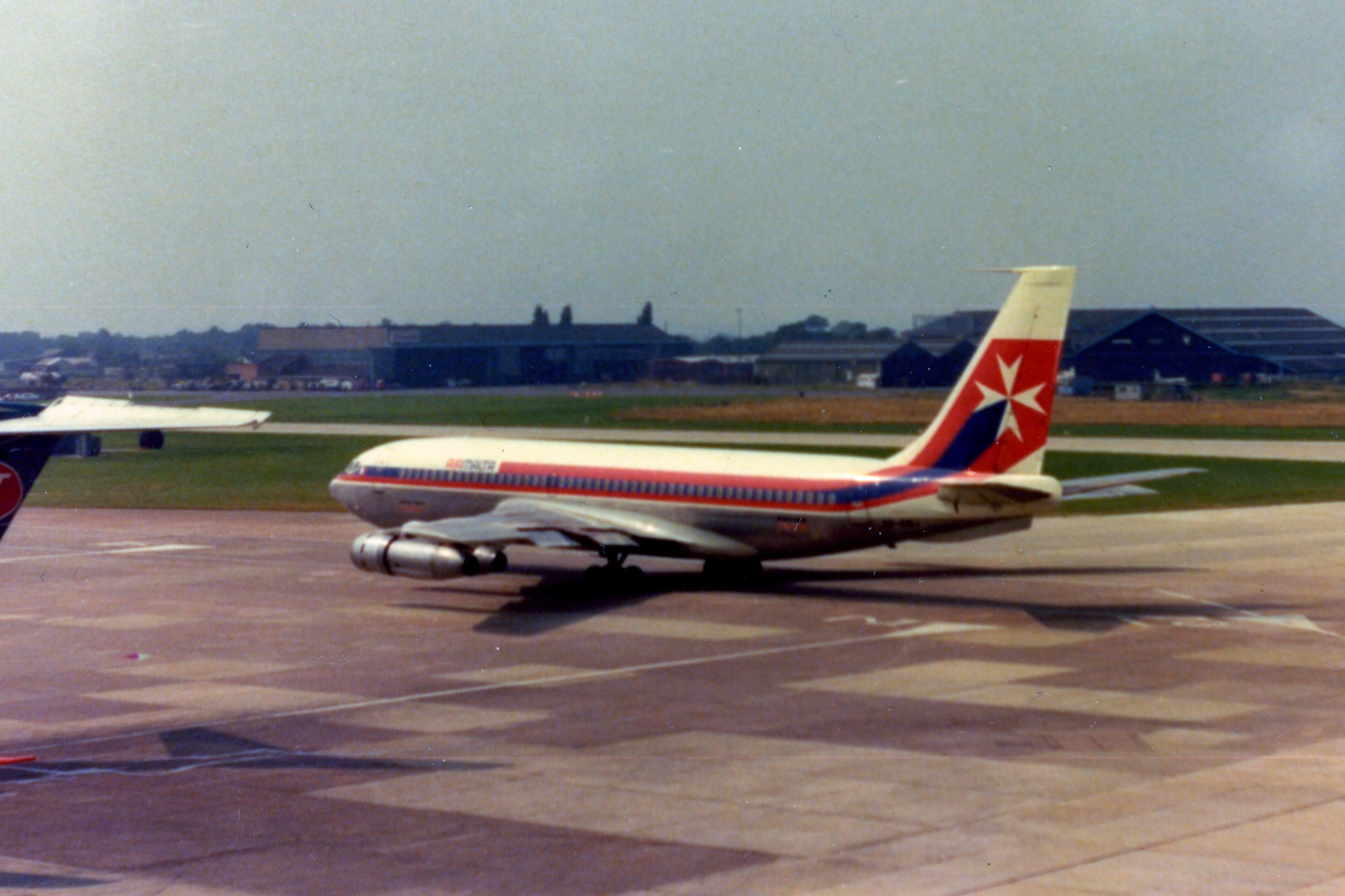
Một chiếc Boeing 720 của Air Malta tại Sân bay Manchester, Anh (1975)

Đội tàu bay của hãng Air Malta gồm những máy bay sau (thời điểm ngày 19 tháng 1 năm 2010):